# Graf DK 41
Graf DK 41 is een graf uit de Vallei der Koningen. Het graf werd ontdekt door Victor Loret in 1899, maar is nooit goed onderzocht geweest. Het is onduidelijk voor wie het graf werd gebouwd, mogelijk behoorde het aan Tetisheri.